# Adonisea thoreaui
Adonisea thoreaui là một loài bướm đêm trong họ Noctuidae.